# إدارة التجربة
إدارة التجربة (بالإنجليزية: Experience management)‏ هي جهد من المؤسسات لقياس وتحسين التجارب التي تقدمها للعملاء وكذلك أصحاب المصلحة مثل الموردين والموظفين والمساهمين. يفترض هذا المفهوم فكرة أن التجارب تشكل عروضًا اقتصادية مميزة تخلق قيمة اقتصادية وميزة تنافسية.
بدأت المؤسسات في جمع بيانات التجربة بالإضافة إلى البيانات التشغيلية، حيث يُنظر إلى التجارب على أنها ميزة تنافسية. وتوفر منصات إدارة التجربة خدمات مختلفة لتوفير عملية تحديد وتحسين التجارب في جميع أنحاء المؤسسة بشكل تلقائي.
أصبحت إدارة التجربة أوسع من تجربة العملاء، حيث تشمل الآن تجربة العلامة التجارية وتجربة الموظفين وتجربة المنتج، والتي ينظر إليها جميعًا على أنها مترابطة ومتداخلة.

## نظرة تاريخية
في عام 1994، تعاون ستيف هايكل ولو كاربون في مقالة رئيسية مبكرة حول إدارة التجربة، بعنوان "تصميم تجارب العملاء"، حيث عرفا التجربة على أنها "الانطباع النهائي الذي يتركه الأشخاص بعد تفاعلهم مع المنتجات والخدمات والأعمال - وهو الإدراك الذي ينتج عندما يجّمع الإنسان المعلومات الحسية". وأكدا على أن النهج الجديد يجب أن يركز على التجربة الشاملة كعرض قيمة مقنرحة للعملاء.
الفكرة انتشرت لجمهور واسع في عام 1999، عندما اشتهرت بفضل ب. جوزيف بين الثاني وجيمس جيلمور في كتابهم "اقتصاد التجربة". في نفس العام، نشر برند شميت [الإنجليزية] كتابًا بعنوان "التسويق التجريبي: كيفية جعل العملاء يشعرون ويفكرون ويتفاعلون ويتعلقون بشركتك وعلاماتك".
في العقد الثاني من القرن الحادي والعشرين، ظهرت إدارة التجربة كحقل معقد يوحد تجارب العلامات التجارية والموظفين والمنتجات وغيرها. وأُقر بأن إنشاء تجارب جديدة للعملاء النهائيين يتطلب تصميم تجارب أفضل للمشاركين الداخليين في المؤسسة. وتنشئ القيمة من خلال التركيز على تجارب الجميع المشاركين في العرض الجديد، مثل العملاء والموظفين والموردين وغيرهم منأصحاب المصلحة.

## الإدارة
لإنشاء وإدارة التجارب، يجب على الشركات تقييم وتنفيذ ودمج وبناء التجارب من منظور متشعب. تلبي هذه الاحتياجات منصات إدارة التجربة، والتي تساعد على توحيد وتنسيق المحتوى وبيانات العملاء والخدمات الأساسية، وتوحيد عمليات التسويق والتجارة والخدمات لتحسين تجارب المستخدمين في جميع أنحاء المؤسسة. وبذلك تقوم بتحسين عملية قياس وتحسين التجارب في المؤسسة بشكل تلقائي.
تقوم منصات إدارة التجربة بمقارنة عدة طبقات من البيانات والإحصاءات لتمكين المؤسسات من تحديد أي فجوات في التجربة. وتقوم بربط قواعد بيانات تشغيلية [الإنجليزية] مع ردود الفعل البشرية، وتحليل المشاعر والمعتقدات والمشاعر للمستجيبين للحصول على رؤية شاملة للتجارب التي يقدمونها. وتشمل طرقها الذكاء الاصطناعي والتحليلات التنبؤية والنماذج الإحصائية.

## استخدامات اخرى
بينما يستخدم مصطلح إدارة الخبرة في الغالب في الأعمال التجارية، إلا أن له معنى آخر. حيث يستخدم لنوع خاص من إدارة المعرفة تلك التي تتعامل مع جمع ونمذجة وتخزين وإعادة استخدام وتقييم والحفاظ على الخبرة. وبهذا المعنى، فإن المصطلح قابل للتبادل مع إدارة الخبرة.